# Justicia burkilliana
Justicia burkilliana är en akantusväxtart som beskrevs av J.Bhattacharya. Justicia burkilliana ingår i släktet Justicia och familjen akantusväxter. Inga underarter finns listade i Catalogue of Life.